# Aristolochia hispida
Aristolochia hispida är en piprankeväxtart som beskrevs av Johann Baptist Emanuel Pohl och Pierre Étienne Simon Duchartre. Aristolochia hispida ingår i släktet piprankor, och familjen piprankeväxter. Inga underarter finns listade i Catalogue of Life.